# Amphoe Lam Luk Ka
Amphoe Lam Luk Ka  (Thai: อำเภอ ลำลูกกา, Aussprache: ʔāmpʰɤ̄ː lām lûːk kāː) ist ein Landkreis (Amphoe – Verwaltungs-Distrikt) in der Provinz Pathum Thani. Die Provinz liegt in der Zentralregion von Thailand direkt nördlich von Bangkok und ist ein Teil der Bangkok Metropolitan Region.

## Geographie
Der Landkreis liegt wie die Amphoe Thanyaburi und Khlong Luang im historischen Thung-Luang-Gebiet der östlichen Chao-Phraya-Ebene.
Der Khlong Rangsit (Rangsit-Kanal) ist die Haupt-Wasserressource des Bezirks.
Benachbarte Distrikte (von Norden im Uhrzeigersinn): Amphoe Thanyaburi der Provinz Pathum Thani, Amphoe Ongkharak Provinz Nakhon Nayok, Amphoe Bang Nam Priao der Provinz Chachoengsao, die Khet Nong Chok, Khlong Sam Wa, Sai Mai und Don Mueang von Bangkok sowie Amphoe Mueang Pathum Thani.

## Geschichte
Der Name Lam Luk Ka stammt von einer fruchtbaren Marschlandschaft, die „Bueng Lam Luk Ka“ genannt wurde. Als die Regierung 1904 den Landkreis einrichtete, wurde das Wort Bueng (Marsch, Sumpf) abgeschnitten.
Das heutige Amphoe Lam Luk Ka gehört zum Rangsit-Gebiet, in dem während der Regierungszeit von Chulalongkorn (Rama V.) in den 1890er-Jahren ein damals sehr fortschrittliches Bewässerungssystem rund um den Rangsit-Kanal angelegt wurde. Es wurde so zu einem der produktivsten Reisanbaugebiete des Landes. Der Landpreis stieg rapide und Landwirte und Arbeitskräfte strömten aus anderen Landesteilen hierher.

## Verkehr
Im westlichsten Zipfel des Amphoe Lam Luk Ka befindet sich die Anschlussstelle von Vibhavadi-Rangsit-Straße (und der darüber befindlichen kostenpflichtigen Uttaraphimuk-Hochstraße) und Phahonyothin-Straße (Nationalstraße 1). Der Bezirk wird außerdem von der Kanchanaphisek-Straße („Outer Bangkok Ring Road“, Nationalstraße 9) durchschnitten.

## Sehenswürdigkeiten
Im Amphoe Lam Luk Ka, im Dreieck von Vibhavadi-Rangsit- und Phahonyothin-Straße, befindet sich die thailändische nationale Gedenkstätte (อนุสรณ์สถานแห่งชาติ, englisch National Memorial).

## Verwaltung

### Provinzverwaltung
Der Landkreis Lam Luk Ka ist in acht Tambon („Unterbezirke“ oder „Gemeinden“) eingeteilt, die sich weiter in 41 Muban („Dörfer“) unterteilen.
| Nr. | Name             | Thai      | Muban | Einw.   |
| --- | ---------------- | --------- | ----- | ------- |
| 01. | Khu Khot         | คูคต       | 0-    | 108.274 |
| 02. | Lat Sawai        | ลาดสวาย   | 0-    | 054.779 |
| 03. | Bueng Kham Phroi | บึงคำพร้อย  | 0-    | 033.355 |
| 04. | Lam Luk Ka       | ลำลูกกา    | 17    | 026.511 |
| 05. | Bueng Thong Lang | บึงทองหลาง | 0-    | 010.397 |
| 06. | Lam Sai          | ลำไทร     | 12    | 08.547  |
| 07. | Bueng Kho Hai    | บึงคอไห    | 12    | 07.282  |
| 08. | Phuet Udom       | พืชอุดม     | 0-    | 03.930  |

Hinweis: Die Daten der Muban liegen zum Teil noch nicht vor.

### Lokalverwaltung
Es gibt drei Kommunen mit „Stadt“-Status (Thesaban Mueang) im Landkreis:
- Lat Sawai (Thai: เทศบาลเมืองลาดสวาย) bestehend aus dem kompletten Tambon Lat Sawai.
- Khu Khot (Thai: เทศบาลเมืองคูคต) bestehend aus Teilen des Tambon Khu Khot.
- Lam Sam Kaeo (Thai: เทศบาลเมืองลำสามแก้ว) bestehend aus Teilen des Tambon Khu Khot.

Es gibt zwei Kommunen mit „Kleinstadt“-Status (Thesaban Tambon) im Landkreis:
- Lam Sai (Thai: เทศบาลตำบลลำไทร) bestehend aus Teilen des Tambon Lam Sai.
- Lam Luk Ka (Thai: เทศบาลตำบลลำลูกกา) bestehend aus den Teilen der Tambon Bueng Kham Phroi, Lam Luk Ka.

Außerdem gibt es sechs „Tambon-Verwaltungsorganisationen“ (องค์การบริหารส่วนตำบล – Tambon Administrative Organizations, TAO)
- Bueng Kham Phroi (Thai: องค์การบริหารส่วนตำบลบึงคำพร้อย) bestehend aus Teilen des Tambon Bueng Kham Phroi.
- Lam Luk Ka (Thai: องค์การบริหารส่วนตำบลลำลูกกา) bestehend aus Teilen des Tambon Lam Luk Ka.
- Bueng Thong Lang (Thai: องค์การบริหารส่วนตำบลบึงทองหลาง) bestehend aus dem kompletten Tambon Bueng Thong Lang.
- Lam Sai (Thai: องค์การบริหารส่วนตำบลลำไทร) bestehend aus Teilen des Tambon Lam Sai.
- Bueng Kho Hai (Thai: องค์การบริหารส่วนตำบลบึงคอไห) bestehend aus dem kompletten Tambon Bueng Kho Hai.
- Phuet Udom (Thai: องค์การบริหารส่วนตำบลพืชอุดม) bestehend aus dem kompletten Tambon Phuet Udom.